# جغرافيا حضرية

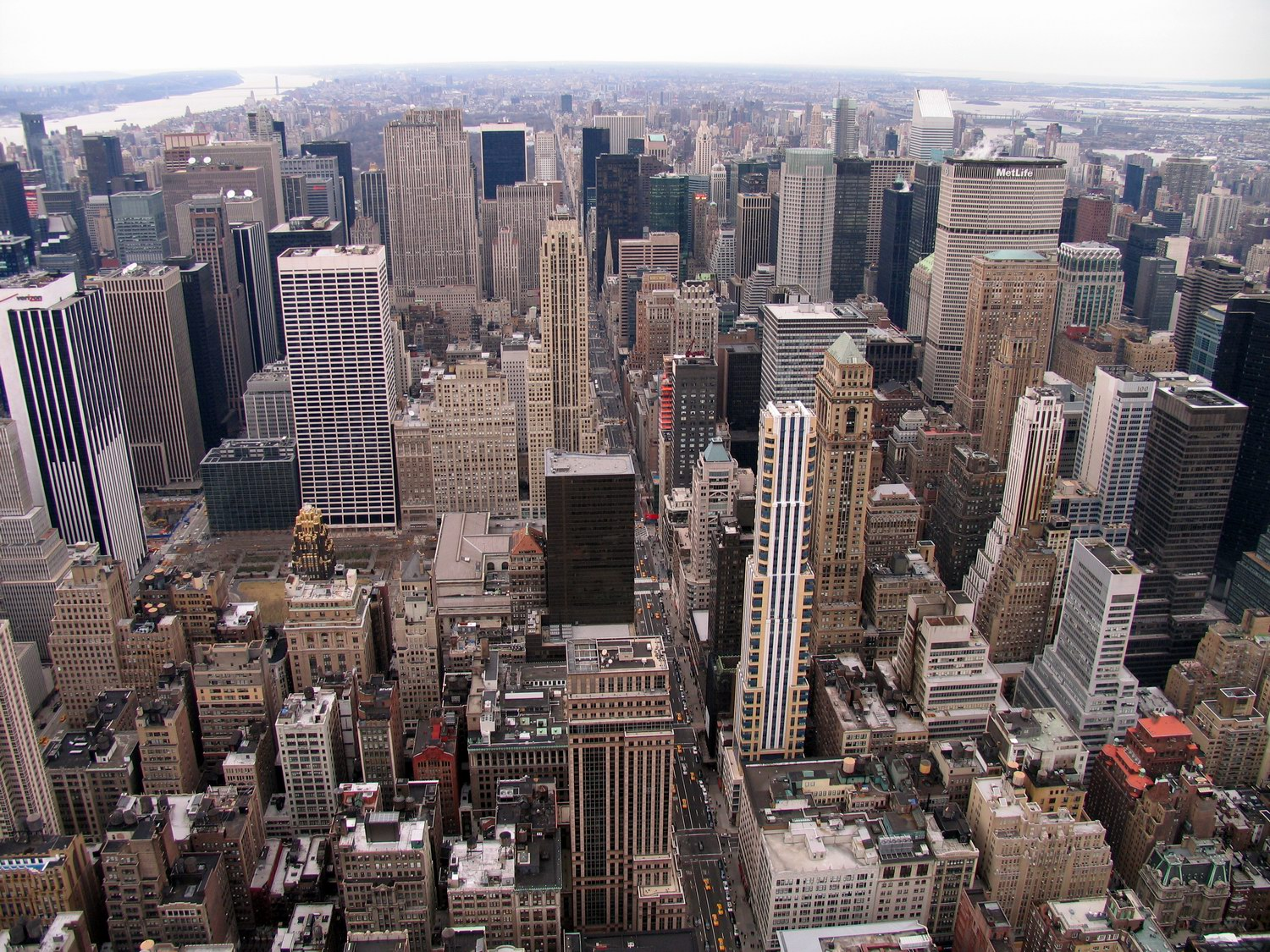
صورة معمارية للجغرافيا الحضرية في مدينة نيويورك

الجغرافيا الحضرية (Urban Geography) هي فرع من فروع الجغرافيا البشرية وهو فرع حديث النشأة وهو يدرس المجال الحضرى والبنية الحضرية
- تعنى جغرافية الحضر بدراسة العلاقات المكانية التي تعنى بدراسة البيئة الحضرية والسكان وعلاقتهما بعضهما بالبعض مع الاهتمام بالأنشطة الاقتصادية أو الوظيفية وتركيب المدينة الداخلي. وقد شاع استخدام جغرافية الحضر منذ السبعينات من القرن العشرين على اعتبار أنه يسمح بدراسة الظواهر الحضرية المحيطة بالمدينة[2]